# 哈迪查
哈迪查（1920年6月13日—2013年10月10日），印度尼西亞（印尼）電影女演員，曾在1939年至1941年間與穆罕默德·莫赫達爾（Moh Mochtar）在七部爪哇工業影業的電影中搭檔。她是芝特拉獎（Piala Citra）得獎音樂家伊德里斯·薩爾迪的母親。

## 生平
哈迪查在1920年6月13日出生於荷屬東印度西里伯斯及附屬島嶼駐紮地（Residentie Celebes en Onderhoorigheden，今印尼南蘇拉威西省）。1939年，她嫁給馬斯·薩爾迪（Mas Sardi，1910年—1953年），並育有一子伊德里斯（1938年—2014年）。
當鄭丁春聘請馬斯薩爾迪為其公司爪哇工業影業（Java Industrial Film）擔任音樂總監時，哈迪查亦同時加入爪哇工業影業成為演員。其首部作品為1939年的《彭科爾的秘密》，她在該片飾演的年輕女子在愛人和父親的保護之下趕走了她不想嫁的求婚者。
由於陳氏影業（Tan's Film）的魯姬亞（Roekiah）和拉登·莫赫達爾（Rd Mochtar）成為荷屬東印度首對螢幕情侶，而他們主演的《法蒂瑪》（Fatima）等電影的票房亦大賣，爪哇工業影業決定安排哈迪查和熟悉馬來武術的足球員穆罕默德·莫赫達爾飾演情侶角色。在他們首部合作的電影《白茅》中，哈迪查飾演遭被拒婚者綁架至一個叢林島嶼的村民蘇拉蒂（Surati）。這部電影在荷屬東印度以至鄰近英屬馬來亞均取得成功，印尼電影歷史學家米斯巴赫·尤薩·比蘭（Misbach Yusa Biran）認為這是1940年荷屬東印度電影業復興的其中一個原因。
《白茅》的成功使哈迪查和莫赫達爾在其後5部爪哇工業影業的電影中繼續飾演情侶角色。1940年，哈迪查在《低語之虎》（Matjan Berbisik）中飾演的年輕女子被兩兄弟一同追求，而在《亞齊彎刀》（Rentjong Atjeh）中飾演的女子則與其兄長一同住在叢林，其後又與士兵墮入愛河。1941年，他們亦在《黑狼》（Srigala Item）、《戈馬爾》（Si Gomar）和《魚尾獅》（Singa Laoet）中亮相。
1942年3月日本佔領荷屬東印度後，爪哇工業影業結業，此後哈迪查甚少演出。她在1954年返回影壇，在《重返社會》（Kembali ke Masjarakat）一片中擔當配角。她隨後亦在其他電影中擔當配角。1976年，她獲耶加達省長阿里·薩迪金（Ali Sadikin）嘉獎，以表揚其對印尼電影的貢獻。哈迪查在2013年10月10日在耶加達逝世。

## 作品
在哈迪查的從影生涯中，她曾參演15部電影。
- 《彭科爾的秘密》（1939年）
- 《白茅》（1939年）
- 《低語之虎》（1940年）
- 《亞齊彎刀》（1940年）
- 《戈馬爾》（1941年）
- 《魚尾獅》（1941年）
- 《黑狼》（1941年）
- 《重返社會》（1954年）
- 《莫蒙》（Momon，1959年）
- 《農村女孩米娜》（Minah Gadis Dusun，1964年）
- 《孫兒》（Cucu，1973年）
- 《最後的男人》（Manusia Terakhir，1973年）
- 《嫁衣裳》（Gaun Pengantin，1974年）
- 《愛的接觸》（Sentuhan Cinta，1976年）
- 《神秘劍客阿滕》（Ateng Pendekar Aneh，1977年）

## 註解
1. ↑  Apa Siapa 1999，第206, 232頁.
2. 1 2 3 4  Apa Siapa 1999，第206頁.
3. ↑  Filmindonesia.or.id, Roesia si Pengkor.
4. ↑  Biran 2009，第181頁.
5. ↑  Imanjaya 2006，第109頁.
6. ↑  Biran 2009，第178–79頁.
7. ↑  Biran 2009，第181–82頁.
8. ↑  Filmindonesia.or.id, Matjan Berbisik.
9. ↑  Filmindonesia.or.id, Rentjong Atjeh.
10. ↑  Biran 2009，第319, 322頁.
11. 1 2  Biran 1979，第196頁.
12. 1 2  Filmindonesia.or.id, Filmografi.

## 外部連結
- 哈迪查在互联网电影资料库（IMDb）上的資料（英文）